# Sesto ed Uniti
Sesto ed Uniti là một đô thị ở tỉnh Cremona, vùng Lombardia của Italia, có vị trí cách khoảng 70 km về phía đông nam của Milan và khoảng 11 km về phía tây bắc của Cremona. Tại thời điểm ngày 31 tháng 12 năm 2004, đô thị này có dân số 2.846 người và diện tích là 26,5 km².
Sesto ed Uniti giáp các đô thị: Acquanegra Cremonese, Annicco, Castelverde, Cremona, Grumello Cremonese ed Uniti, Paderno Ponchielli, Spinadesco.